# Nátrium-glükonát
A nátrium-glükonát a glükonsav nátriummal alkotott sója, melynek képlete CH2(OH)(CHOH)4COONa. Általában fehér, vagy halványsárga por formájában fordul elő. Stabil vegyület, bár erős oxidáló tulajdonságú vegyületekkel együtt nem alkalmazható

## Felhasználása
- Élelmiszerekben főként különféle fémek megkötésére alkalmazzák. E576 néven számos élelmiszerben előfordulhat. Napi maximum beviteli mennyisége 50 mg/testsúlykg. Élelmiszerek esetén nincs ismert mellékhatása.
- Az élesztőgombák tápanyagaként is használják.

## Egészségügyi hatások
Belélegzése hosszú időn keresztül tüdőkárosodást okozhat. Bőrrel érintkezve, vagy szembe kerülve egyes erre érzékeny egyéneknél irritációt okozhat. Alacsony mennyiségben a szervezetbe szájon át bekerülve még hosszú időn keresztül sem okoz problémát, de nagy mennyiségben fogyasztva mellékhatások léphetnek fel.

## Külső
- https://web.archive.org/web/20071012011721/http://ptcl.chem.ox.ac.uk/MSDS/SO/sodium_gluconate.html
- https://web.archive.org/web/20080424180525/http://www.jungbunzlauer.com/products-applications/products/gluconates/sodium-gluconate/general-information.html
- https://web.archive.org/web/20070104214121/http://www.pmpinc.com/Documents-PDF/MSDS-SodiumGluconate.PDF
- http://www.food-info.net/uk/e/e576.htm